# Земская почта Алатырского уезда
Зе́мская по́чта Ала́тырского уе́зда — земская почта, организованная земской управой Алатырского уезда Симбирской губернии. Земская почта Алатырского уезда существовала с 1867 года. В уезде выпускались собственные земские марки.

## История почты
Алатырская уездная земская почта была открыта в 1867 году. Пересылка почтовых отправлений осуществлялась из уездного центра (города Алатыря) в волостные правления уезда дважды в неделю.
Для оплаты доставки частных почтовых отправлений были введены земские почтовые марки номиналом 1 и 2 копейки.
С 1874 года Алатырская земская почта стала принимать для доставки денежные письма, оплачиваемые наличными денежными средствами.

## Выпуски марок
Используемые для оплаты частных почтовых отправлений земские почтовые марки имели номинал 1 и 2 копейки. На них присутствовала прямоугольная рамка, набранная типографскими знаками, а также надпись «Алатырская земская почта». Марка номиналом 1 копейка известна всего в трёх экземплярах.
Имеется большое количество фальсификатов обеих марок.